# Kiama lachrymoides
Genre
Espèce
Kiama lachrymoides, unique représentant du genre Kiama, est une espèce d'araignées mygalomorphes de la famille des Microstigmatidae.

## Distribution
Cette espèce est endémique de Nouvelle-Galles du Sud en Australie. Elle se rencontre vers Kiama.

## Description
La carapace de la femelle holotype mesure 5,8 mm de long sur 5,7 mm et l'abdomen 11,0 mm de long sur 8,0 mm et la carapace du mâle paratype mesure 6,0 mm de long sur 5,8 mm et l'abdomen 9,0 mm de long sur 7,5 mm.

## Étymologie
Le genre a été nommé en référence au lieu de découverte de l'espèce-type, Kiama.

## Publication originale
- Main & Mascord, 1969 : A new genus of diplurid spider (Araneae: Mygalomorphae) from New South Wales. Journal of the Entomological Society of Australia (New South Wales), vol. 6, p. 24-30.